# Jaroslav Koutecký
Jaroslav Koutecký (* 14. Oktober 1922 in Kroměříž, Tschechoslowakei; † 10. August 2005 in Berlin) war Professor für physikalische Chemie an der Freien Universität Berlin und Mitglied der Tschechoslowakischen Akademie der Wissenschaften.
Er gilt als Gründer der quantenmechanischen Schule der Tschechoslowakei und forschte zur Theorie der Atom-Cluster.
1969 nutzte er eine Konferenz in Kanada zur Emigration, er arbeitete ab 1970 an der Belfer Graduate School of Science, Yeshiva University, New York City und seit 1973 an der Freien Universität Berlin im Institut für Physikalische und Theoretische Chemie. Seit 1969 war Koutecký Mitglied der International Academy of Quantum Molecular Science (IAQMS). Nach der Samtenen Revolution wurde er 1989 wieder in die tschechoslowakische Akademie aufgenommen, welche ihn 1972 ausgeschlossen hatte. Er war seit 1995 Ehrenmitglied der Gelehrten Gesellschaft der Tschechischen Republik und half beim Umbau des tschechischen Wissenschaftssystems. Koutecký war Ehrendoktor der Université de Reims und der University of Waterloo, Kanada. Postum wurde ihm der Verdienstorden II. Stufe Tschechiens verliehen.